# Département de théologie de l'Université de Lorraine
Le département de théologie de l'université de Lorraine, fondé en 1974 sous le nom de Centre autonome d'enseignement de pédagogie religieuse (CAEPR) et situé à Metz, est la seule structure universitaire publique de théologie sans affiliation confessionnelle, avec une intégration de la théologie musulmane. Il fut jusqu'en 2018 le département de théologie catholique de l'université de Lorraine. Avec les facultés de théologie protestante et catholique de Strasbourg, il est en France l'une des trois institutions universitaires publiques à délivrer des diplômes d'État en théologie. Il est le seul département de théologie au sein d'une unité de formation et de recherche de sciences humaines et sociales. 
Sa mission est l'enseignement et la recherche dans les différentes branches de la théologie et en lien avec les autres disciplines des lettres et des sciences humaines.

## Histoire
Le département de théologie est issu du centre de pédagogie religieuse, créé en 1965 à Metz comme antenne de la faculté de théologie catholique de Strasbourg, initialement en vue de la formation des enseignants de religion dans le secondaire en Moselle, département concordataire. À la suite de la création, en 1970, de l'université de Metz, le centre prend son autonomie par rapport à Strasbourg et commence à fonctionner dans le cadre de la faculté de lettres et science humaines de l'université de Metz,. Une convention entre l'État français et le Saint-Siège, signée le 25 mai 1974, officialise la création du Centre autonome d'enseignement de pédagogie religieuse (CAEPR). Elle donne au CAEPR un statut similaire à celui de la faculté de théologie catholique de Strasbourg, avec cette différence que le CAEPR ne dispense pas de diplômes canoniques et ne vit donc pas sous le régime de la missio canonica.
Le CAEPR propose depuis lors un parcours complet en théologie, fonctionnant comme un département de l'université. Après avoir été situé dans les locaux du grand séminaire de Metz, loués par l'université au diocèse de Metz, en 2018 il est intégré physiquement à l'UFR de sciences humaines et sociales, sur le campus du Saulcy. Sont progressivement affectés à ce département huit postes de titulaires (trois professeurs et cinq maîtres de conférence). La création en 2011 de l'université de Lorraine, qui regroupe notamment les universités de Nancy et Metz, fait du CAEPR un département de cette nouvelle université. Certains libre-penseurs nancéiens se sont opposés à ce rattachement.
Fin 2017, les autorités du diocèse de Metz annoncent abandonner leur tutelle sur le CAEPR, et vouloir créer une formation privée pour leurs cadres. Le lien direct entre le CAEPR et l'Église catholique romaine est donc rompu. Le CAEPR annonce sa volonté de poursuivre l'enseignement et la recherche en théologie, et de l'ouvrir à des théologies non chrétiennes.  

## Formations proposées
Le département de théologie offre une formation complète et ouverte en théologie, de la licence au doctorat. Son intégration dans l'UFR de sciences humaines et sociales permet à ses étudiants de bénéficier de cours dans les autres départements de cette UFR, et aux étudiants d'autres filières de l'université de bénéficier de cours en théologie. Il délivre la seule licence de théologie (sans adjectif) en France, et un master « Théologie et sociétés », ainsi que le doctorat. Il propose un enseignement et de la recherche en théologie au pluriel c'est-à-dire en lien avec les trois monothéismes. 
Depuis sa création, le département de théologie propose également une formation courte sous la forme d'un diplôme universitaire (DU) d'un an, le DU de pédagogie religieuse. Il participe au DU ReLiens[Quoi ?] de formation civile et civique. 
Depuis 2013,, il est possible d'effectuer la licence à distance, via la plateforme d'apprentissage en ligne Moodle.
En 2019, le département de théologie propose une formation et de la recherche en théologie sans affiliation confessionnelle. Il intègre en son sein de la théologie chrétienne, de la théologie musulmane et des études sur le judaïsme.

## Recherche
La recherche menée par les enseignants-chercheurs du département de théologie est inscrite dans le cadre du centre écritures (EA 3943) de l'UFR arts, lettres et langues de l'université de Lorraine. Elle couvre les champs de la théologie systématique et de l'éthique, des sciences bibliques et de l'histoire du christianisme, en particulier de la patristique, ainsi que de l'islamologie.

## Parmi les enseignants historiques
- Pierre-Marie Beaude
- François-Xavier Durrwell
- Jacques Fantino
- Gérard Rémy
- René Schneider